# نتالي غايزنبيرغر
نتالي غايزنبيرغر (بالألمانية: Natalie Geisenberger) وهي زحافة ثلجية ألمانية ولدت في يوم 5 فبراير 1988 في مدينة ميونخ في بافاريا في ألمانيا الغربية وقد فازت بميداليتين ذهبيتين في الألعاب الأولمبية الشتوية 2014 في سوتشي في روسيا واحدة في الفردي والأخرى مع الفريق مع فيليكس لوخ وتوبياس فيندل كما فازت بالميدالية البرونزية في الألعاب الأولمبية الشتوية 2010 في فانكوفر في كندا، كما أحرزت عدة ميداليات ذهبية وفضية وبرونزية في بطولات العالم وفي بطولة أوروبا.

## روابط خارجية
- نتالي غايزنبيرغر على موقع FIL (الإنجليزية)
- نتالي غايزنبيرغر على موقع اللجنة الأولمبية الدولية (الإنجليزية)
- نتالي غايزنبيرغر على موقع أوليمبيديا (الإنجليزية)
- نتالي غايزنبيرغر على موقع اللجنة الأولمبية الألمانية (الألمانية)